# Mike Foster (homme politique, 1930-2020)
Pour les articles homonymes, voir Foster.
Murphy James Foster, Jr., dit Mike Foster, né le 11 juillet 1930 à Shreveport (Louisiane), et mort le 4 octobre 2020 à Franklin (Louisiane),, est gouverneur de la Louisiane du 8 janvier 1996 au 12 janvier 2004 et membre du Parti républicain.